# Lilla Neten
Lilla Neten är en sjö i Varbergs kommun i Halland och ingår i Himleåns huvudavrinningsområde. Sjön är 15 meter djup, har en yta på 0,375 kvadratkilometer och är belägen 76,3 meter över havet. Sjön avvattnas av vattendraget Himleån. Vid provfiske har abborre och mört fångats i sjön.

## Delavrinningsområde
Lilla Neten ingår i det delavrinningsområde (634252-129842) som SMHI kallar för Ovan Stenån. Medelhöjden är 89 meter över havet och ytan är 28,73 kvadratkilometer. Räknas de 7 avrinningsområdena uppströms in blir den ackumulerade arean 46,12 kvadratkilometer. Avrinningsområdets utflöde Himleån mynnar i havet. Avrinningsområdet består mestadels av skog (64 procent) och jordbruk (22 procent). Avrinningsområdet har 0,87 kvadratkilometer vattenytor vilket ger det en sjöprocent på 3 procent. Bebyggelsen i området täcker en yta av 0,35 kvadratkilometer eller 1 procent av avrinningsområdet.